# ماريا إيما هورن
ماريا إيما هورن ولدت في الحادية عشر من حزيران عام 1990 (أوما ماريا إيما أوجوك) هي ناشطة مناخية وريادية أوغندية. هي أحد الشركاء المؤسسين مبادرات عالمية لحياة أفضل (Better Living Initiatives Global) وهي منظمة غير ربحية تعمل على تحسين العمل المتعلق بحماية البيئة وتحسين الوصولية لقطاعات الصحة والتعليم من خلال بناء القدرات. من خلال منظمة BLI العالمية قامت هورن من خلال شراكات مختلفة بالعمل على مشاريع بيئية في الولايات المتحدة وأوروبا وأفريقيا وآسيا كان منها مشروع حماية الدلافين بالشراكة مع الاتحاد الدولي لحفظ الطبيعة في بنغلادش عام 2019. وهي أيضا شريك مؤسس في بلي جلوبال كابيتال وهي عبارة عن شركة إدارة استثمارات تركز على الاستثمار المؤثر، وقد قامت الشركة ببدء ثلاث تمويلات بهدف زيادة السيولة المالية في شركات هادفة للتأثير.

## التعليم
تخرجت هورن من جامعة ماكيريري بدرجة البكالوريوس في الاتصال الجماهيري.

## العمل المناخي والضغط البيئي
في عام 2018 وبعد حضورها ندوة حدائق من أجل الكوكب والتي تركز على الترابطات بين العمل المهتم بالقضايا والسياسة، قامت بالتعاون مع مفوضية IUCN المهتمة بالتعليم والتواصل على عمل جلسة يوم عالمي للبيئة في مدرسة هيل الاعدادية، وهي مدرسة ذوي احتياجات خاصة لتعليم الأطفال كيفية الحفاظ على بيئتهم خالية من المخلفات البلاستيكية، تحت عنوان تغلب على التلوث البلاستيكي. في أبريل من ذات العام، بدأت هورن برنامج السفير العالمي بهدف تسليح الشباب من دول العالم التي تقع بالجنوب بالمهارات والادوات التي تمكنهم من بدء التأثير في مجتمعاتهم.
في أغسطس من السنة نفسها قامت هورن بالإنضمام إلى تحدي موسوعة غينيس للأرقام القياسية «مئة ألف بطاقة بريدية» لجمع أكثر من مئة الف بطاقة بريدية من الأطفال. المشروع كان بمبادرة من الوكالة السويسرية للتنمية والتعاون، وقد شعرت هورن بالحاجة لإيصال أصوات الأطفال والشباب من دول العالم التي تقدع بالجنوب والذين لا يمثلون بالعادة حتى تحث القادة السياسين على اتخاذ قرارات لمواجهة التغيير المناخي. من خلال (GAP) عملت هورن مع شباب من عشرة دول منها غاندا ونيجيريا وكينيا وليبيا ولبنان ونيبال وبنغلاديش على الذهاب إلى المدارس والسماع إلى اراء الأطفال عما يعنيه التغيير المناخي بالنسبة لهم. بالمحصلة قام المشروع السويسري بنقل ما يزيد عن 125,000 بطاقة بريدية والتي عرضت على جبل أليتش الجليدي. دفعتها مشاركتها في هذه حملة المناصرة إلى الساحة العالمية حيث حضرت مؤتمر الأمم المتحدة لتغير المناخ (COP24) لعام 2018 في بولندا.

## روابط خارجية
- ladymariahorne على تويتر.
- Maria Horne on إنستغرام